# Schrämeisen

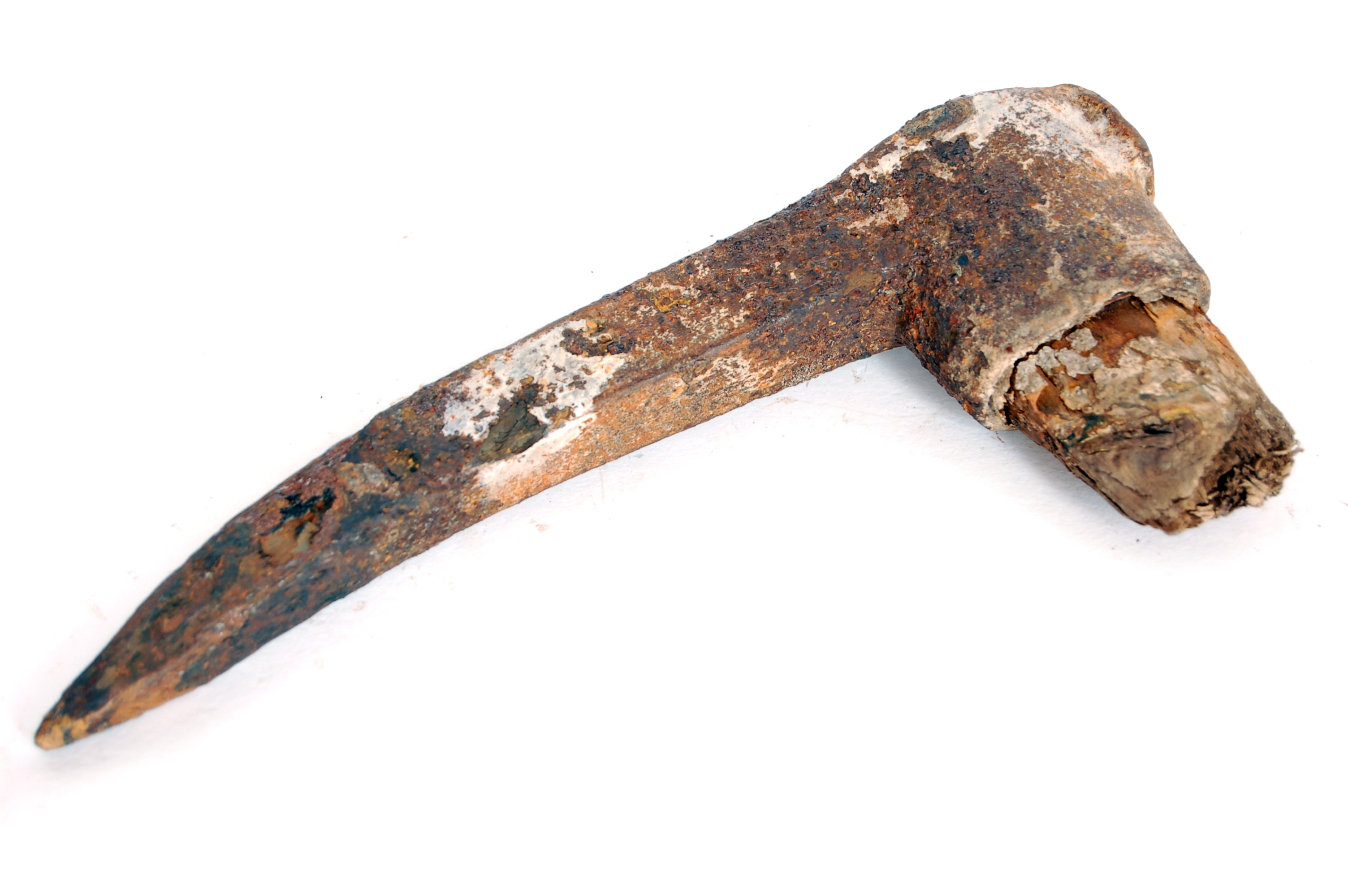
Historische Keilhaue

Ein Schrämeisen, auch Schrämhaue genannt, ist ein geschmiedetes bergmännisches Werkzeug, das früher im Bergbau zur manuellen Schrämarbeit verwendet wurde. Das Schrämeisen wurde zusammen mit dem Schrämspieß eingesetzt.

## Aufbau und Anwendung
Vom Aufbau her ähnelt das Schrämeisen einer Keilhaue, allerdings ist das Schrämeisen kleiner und leichter. Das Blatt des Schrämeisens ist rechtwinklig zu einem Stiel umgebogen. In das Auge des Stiels wurde das sogenannte Helm eingesteckt. Als Helm wurde der hölzerne Stiel bezeichnet, der in das Auge des Hauwerkzeugs gesteckt wird. Es gab auch Schrämeisen, die komplett aus Stahl gefertigt wurden, sodass ein separater Holzstiel nicht erforderlich war. Schrämeisen werden überwiegend für schmale Schrampacken angewendet.